# نيكولا ماراس
نيكولا ماراس (مواليد 19 ديسمبر 1995) هو لاعب كرة قدم صربي يلعب كمدافع في نادي ألميريا.

## روابط خارجية
- نيكولا ماراس على موقع الاتحاد الأوربي (الإنجليزية)
- نيكولا ماراس على موقع قاعدة بيانات كرة القدم.إي يو (الإنجليزية)
- نيكولا ماراس على موقع ناشيونال فوتبول تيمز (الإنجليزية)
- نيكولا ماراس على موقع Soccerbase.com (لاعب) (الإنجليزية)
- نيكولا ماراس على موقع Soccerway.com (الإنجليزية)
- نيكولا ماراس على موقع عالم كرة القدم.نت (الإنجليزية)